# Demsey & Dover
Demsey & Dover was een Belgisch muziekduo.

## Geschiedenis
Het duo bestond uit Charles Dumolin (muziek) en Willy Hindrycks (zang en gitaar). Samen namen ze de singles Highway Shoes, Little Car of Mine, Hiroshima en No no, anyone but me. op. 
In 1973 stopte de samenwerking en richtte Dumolin zich op Lester & Denwood. Eerst samen met Freddy Demeyere (tot 1977) en vervolgens met Roland Vanblaere.

## Discografie[2]

### Singles
- No, no, Anyone But Me (1971)
- Highway Shoes (1972)
- Hiroshima (1973)
- LIttle Car of Mine (1973)